# Search and rescue
Search and rescue, (SAR) er et akronym for Search And Rescue; på dansk: Eftersøgning og redning. Begrebet dækker over mange forskellige typer opgaver, der dog alle handler om at sikre individers overlevelse.

## Historie
Redningsmissioner har været udført stort set lige så længe folk har været i nød. Søredninger fra skibe fra Kystredningstjenesten med skibe fra forskellige redningsstationer. Med introduktionen af helikopteren, fik man pludseligt et transportmiddel, der var hurtigere og som kunne placeres længere væk fra kysten.
Den første søredning med helikopter og hoist skete ud for Connecticut, USA i 1945.
Grundtanken bag redningstjeneste er at et menneskeliv er uvurderligt og skal reddes næsten uanset omkostningerne. Det afhænger selvfølgelig af samfundets tradition og livssyn. Som et lille kuriosum kan det nævnes at under Stillehavskrigen blev mange fly skudt ned i luftkampene mellem de amerikanske og japanske styrker. Amerikanerne gjorde meget ud af at oplede og redde overlevende piloter fra druknedøden med både fly og skibe, mens man fra japansk side stort set intet foretog sig. Det bevirkede, at Japan gradvist kom til at mangle erfarne piloter. I krigens slutfase var forholdene i Japan så grelle at nybyggede fly, der skulle erstatte nedskudte, blev fløjet ud til hangarskibene af helt nyuddannede piloter, der aldrig havde prøvet at lande på et hangarskib før. Op til en tredjedel af de nye fly havarerede før eller under den første landing på skibet, altså inden det nåede at komme i kamp. Eksemplet viser at en dyrebar pilotuddannelse og -erfaring kan ikke reddes for dyrt.

## SAR-opgaver

### Søredning
Søredning er eftersøgning af personel på havet. Dette kan være i mange forskellige situationer. F.eks. personel der er faldet overbord, personel i en redningsflåde fra et sunket skib, personel der er faldet ned fra en bro eller personel i et fartøj, der ikke kan sejle. I sommerhalvåret er der især mange søredningsopgaver, når folk på Vestkysten bliver overrasket af havstrømme og driver for langt væk fra land. Søredning vil ofte være fokuseret på eftersøgningsdelen; det at finde folk. I søredning i Danmark indgår typisk både redningshelikoptere fra forsvaret, skibe fra søværnet, marinehjemmeværnet, kystredningstjenesten samt civile der er i området.

### Personel-eftersøgning
Personel-eftersøgning er eftersøgning af folk der er blevet væk. Dette er ofte demente personer, børn og psykisk syge. Da langt de fleste tilfælde er på land, vil det, i Danmark, være flyvevåbnets helikoptere, politiet og hærhjemmeværnet der udfører denne søgning. Forsvinder personener i nærheden af søer og havet inddrages minørtjenesten til afsøgning under vandet.

### Akuttransport
Akuttransport foregår med helikopter. Dette vel enten være svært tilskadekomment personel, der skal transporteres på en måde eller fart hvor en traditionel ambulance ikke gør sig gældende eller hvor der opstår et akut behov for en lægelig tilstedeværelse. Den første type sker i hele landet, mens den sidste primært er i landets perifære ø-samfund (f.eks. Læsø, Anholt og Bornholm).

## SAR-tjenesten i Danmark
I Danmark varetages SAR-tjenesten fortrinsvis af flyvevåbnets Eskadrille 722, marinehjemmeværnet og Kystredningstjenesten i koordination af det fælles redningscenter JRCC (Joint Rescue Coordination Centre) i Århus. JRCC kan også rekvirere SAR støtte fra kommunale brandvæsener, til eftersøgning i kystnære områder.  Internationalt er der mellem Danmark, Norge og Sverige et velfungerende samarbejde med regelmæssige møder og en udmærket koordination af redningsopgaver og der afholdes jævnligt fælles øvelser; mest kendt er Baltic SAREX og Scan-SAR.

### Historien
Dansk SAR-flyvning foregik i begyndelsen med helikopteren Sikorsky S-55 Whirlwind. Den var udstyret med begrænset motorkraft (en stjernemotor på 550 hestekræfter) og brændstofbeholdning, og derfor var aktionsradius begrænset. Man anvendte derfor tillige en Pembroke (fastvinget 2-motors fly) til eftersøgning, og når så de(n) nødstedte var lokaliseret, blev helikopteren dirigeret til stedet.
I 1964 – 1965 erstattede man S-55 med 8 Sikorsky S-61. Denne helikopter var oprindeligt konstrueret til Ubådseftersøgning, men den danske version havde ikke monteret det tunge sonar-udstyr. I stedet fik man monteret ekstra tanke, så man på den måde fik en redningshelikopter med meget lang aktionsradius. I 1977 fik de danske S-61 monteret radar, ligesom de løbende er blevet opdateret med avionics og navigationssystemer, så de primo 2004 navigerer med GPS. Omkring 1990 indførtes FLIR (Forward Looking InfraRed)-udstyr, så man i mørke kan finde overlevende i vandet ud fra temperaturforskellen.
I 2006 ankom de første af S-61'erens afløser; 14 stk. AgustaWestland EH-101 Merlin. Man har købt 14 i stedet for 8, fordi helikopteren skal kunne benyttes i forskellige roller; søredning, transport, landsætning af kampenheder m.m.
Selv om SAR-tjeneste typisk forbindelse med søredning, udøves den også på land; her kan det være fra en helikopter, der gør brug af sin FLIR, eller enheder fra enten hjemmeværnet eller Beredskabsstyrelsen med specielttrænede hunde. Eftersøgninger kan være ved vådområder og i sammenstyrtede konstruktioner, ligesom den Westland Lynx som Eskadrille 723 altid har på varsel på Flyvestation Karup også anvendes.
Den 3. juli 2007 holdt forsvaret en Temadag om søredning og badesikkerhed i Horsens, med henblik på at højne folks bevidsthed omkring badesikkerhed og søredningstjenesten..

## SAR-tjenesten i Grønland og ved Færøerne
SAR-tjenesten i Nordatlanten varetages ved Grønland af Arktisk Kommando og ved Færøerne af den færøeske MRCC Thorshavn. Den udføres af søværnet fra inspektionsskibe- og -kuttere, af de stedlige flyselskaber (Air Greenland for Grønland og Atlantic Airways for Færøerne) og for færøernes vedkommende tillige af den lokale inspektionstjeneste Fiskiveiðieftirlitið, der råder over tre skibe.